# Martin Petzoldt

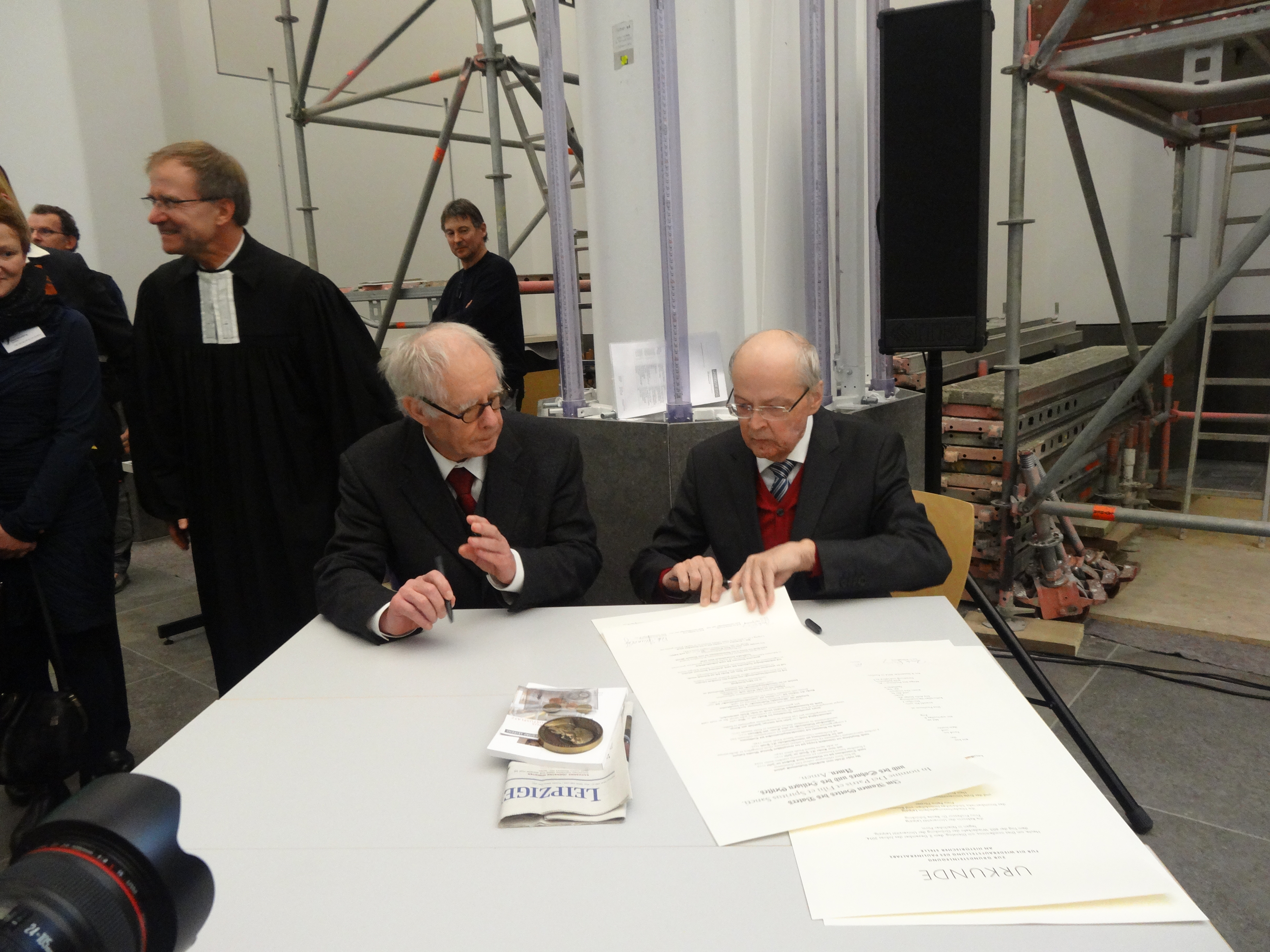
Martin Petzoldt (rechts) und Rüdiger Lux bei der Altargrundsteinlegung für den Pauliner-Altar in der Universitätskirche St. Pauli 2014

Martin Petzoldt (* 13. April 1946 in Rabenstein bei Chemnitz; † 13. März 2015 in Leipzig) war ein deutscher Theologe und Bach-Forscher.

## Leben
Petzoldt lernte an der Kreuzschule und war Mitglied des Dresdner Kreuzchores unter Rudolf Mauersberger. Sein Studium der Theologie an der Universität Leipzig schloss er 1969 mit dem Staatsexamen ab. Es folgten die Promotion 1976 zum Dr. theol. und die Habilitation 1985 in Leipzig.
Im Jahr 1973 wurde er Pfarrer der Evangelisch-Lutherischen Landeskirche Sachsens. Seit 1986 war er Dozent und wurde 1992 Professor für Systematische Theologie mit besonderer Berücksichtigung der Ethik an der Theologischen Fakultät in Leipzig. Von 1995 bis 1998 war er Zweiter Universitätsprediger und von 1998 bis 2009 Erster Universitätsprediger. In dieser Eigenschaft war er beteiligt an den kontroversen Diskussionen und Entscheidungen zum Neubau des Paulinums – Aula und Universitätskirche St. Pauli. 2011 wurde er emeritiert.
Petzoldt war bis Ende des Jahres 2014 Mitherausgeber der Theologischen Literaturzeitung. Außerdem war er Vorsitzender der Neuen Bachgesellschaft und von 1978 bis 2014 Mitglied im Kirchenvorstand der Thomaskirche.
1998 wurde er mit dem Bundesverdienstkreuz ausgezeichnet.
2012 wurde bei ihm eine Leukämie-Erkrankung diagnostiziert, an deren Folgen er am 13. März 2015 starb.
Sein Grab befindet sich auf dem Südfriedhof in Leipzig.

## Schriften (Auswahl)
- Leuchtende Erinnerung. Die Fenster der Thomaskirche Leipzig, mit einem Beitrag von Christian Wolff, in deutscher und englischer Sprache, Leipzig: Evangelische Verlagsanstalt Leipzig, 2010, ISBN 978-3-374-02785-9
- mit Joachim Petri: Johann Sebastian Bach, Bilder und Texte zu Bachs Leben als Christ und seinem Wirken für die Kirche „Ehre sei dir Gott gesungen“, Evangelische Verlagsanstalt Berlin 1986, ISBN 3-374-00545-4